# Салехард
Салеха́рд (от нен. Саля' хард «поселение на мысу», хант. Пуӆңават, до 1933 года — Обдо́рск) — город в России, расположенный в низовьях реки Оби (186 км от Карского моря) на Полярном круге, в 135 км к востоку от Воркуты. Административный центр Ямало-Ненецкого автономного округа (ЯНАО). На противоположном берегу Оби находится город Лабытнанги. Город трудовой доблести с 15 января 2025 года.

## Статус и местное самоуправление
Город как административно-территориальная единица ЯНАО имеет статус города окружного значения. В рамках местного самоуправления является городским округом с административным центром город Салехард. В состав муниципального образования входит населенный пункт поселок Пельвож, не являющийся муниципальным образованием.
Органами местного самоуправления Салехарда являются:
- Городская Дума муниципального образования город Салехард — Городская Дума — выборный представительный орган муниципального образования;
- Глава муниципального образования — Глава города Салехарда (Глава города) — выборное высшее должностное лицо муниципального образования;
- Администрация города Салехарда — исполнительно-распорядительный орган;
- Контрольно-счётная палата Салехарда — контрольно-счётный орган муниципального образования.

Главой города (главой муниципального образования) является Алексей Титовский, председателем Городской Думы — Вадим Владимирович Кугаевский.
День города отмечается во второе воскресенье сентября.

## Этимология
Основан в 1595 году как крепость на мысу при впадении в Обь реки Полуй и первоначально назывался Обдорск — «место при Оби» (коми формант дор в топонимах согласно Фасмеру имеет значение «сторона, берег»). В словаре русского языка Даля «дор» отмечается в северных русских говорах, как «починок», «новое селенье».
В 1933 году Обдорск переименован в Салехард — «поселение на мысу» (нен. сале «мыс», хард «дом, поселение»). 27 ноября 1938 года был преобразован в город.

## География
Расположен на Полуйской возвышенности Западно-Сибирской равнины при впадении реки Полуй в Обь. Единственный в мире город на Полярном круге. Ближайшая железнодорожная станция — Лабытнанги — находится в 16 км от Салехарда, на противоположном берегу Оби.
Часовой пояс
Салехард находится в часовой зоне МСК+2. Смещение применяемого времени относительно UTC составляет +5:00.
В соответствии с применяемым временем и географической долготой средний солнечный полдень в Салехарде наступает в 12:33.
Климат
Город расположен на границе субарктического и умеренного климатических поясов. Суммарная солнечная радиация 74 ккал/см². Изотермы января — −23,2 °C, июля — +14,8 °C. Годовое количество осадков составляет от 450 до 500 мм, причём 44 % годовой нормы осадков выпадает за июль-август. Число дней со снеговым покровом и устойчивыми морозами — до 200 в году.
В Салехарде есть один из самых северных пляжей мира.
| Показатель                    | Янв.  | Фев.  | Март  | Апр.  | Май   | Июнь | Июль | Авг. | Сен. | Окт.  | Нояб. | Дек.  | Год   |
| ----------------------------- | ----- | ----- | ----- | ----- | ----- | ---- | ---- | ---- | ---- | ----- | ----- | ----- | ----- |
| Абсолютный максимум, °C       | 3,5   | 3,3   | 7,3   | 15,5  | 28,4  | 31,6 | 32,9 | 29,9 | 24,8 | 18,2  | 7     | 4,1   | 32,9  |
| Средний суточный максимум, °C | −18,8 | −17,7 | −9,2  | −2,3  | 4,7   | 15,2 | 20,0 | 15,9 | 9,3  | 0,2   | −10,5 | −15,6 | −0,7  |
| Средняя температура, °C       | −23,1 | −22   | −14,2 | −7,3  | 0,4   | 10,3 | 15,0 | 11,6 | 5,7  | −2,7  | −14,5 | −19,9 | −5,1  |
| Средний суточный минимум, °C  | −27,7 | −26,6 | −19,3 | −12,1 | −3,5  | 5,8  | 9,9  | 7,3  | 2,4  | −5,8  | −18,9 | −24,3 | −9,4  |
| Абсолютный минимум, °C        | −51,9 | −53,7 | −47,4 | −38,7 | −30,8 | −11  | −1   | −5,5 | −9,6 | −35,7 | −47,1 | −51,5 | −53,7 |
| Норма осадков, мм             | 24    | 21    | 23    | 28    | 43    | 57   | 61   | 67   | 46   | 48    | 31    | 26    | 475   |
| Средняя влажность, %          | 83    | 82    | 81    | 78    | 77    | 70   | 72   | 79   | 82   | 86    | 85    | 83    | 80    |
| Средняя скорость ветра, м/с   | 2,5   | 2,5   | 2,9   | 3,3   | 3,4   | 3,5  | 3,2  | 2,8  | 2,7  | 3,0   | 2,4   | 2,5   | 2,9   |
| Источник: Погода и климат     |       |       |       |       |       |      |      |      |      |       |       |       |       |

Полярный день в Салехарде наблюдается месяц, с 7 июня по 7 июля, 31 сутки в году, верхний край солнца не опускается под горизонт. Сумеречные ночи, когда солнце не опускается ниже 18 градусов за горизонт, продолжаются с 4 апреля по 9 сентября — 159 суток в году. Неполные ночи начинаются и кончаются на 64 сутки раньше и позже, соответственно, чем полярный день. Полярной ночи в городе нет.

## История
Люди издревле жили на месте современного Салехарда. Так, в августе 2018 года во время проведения работ по благоустройству городского сада было обнаружено захоронение с культовыми предметами возрастом 4,5 тыс. лет.
Поселение было основано казаками в 1595 году, в правление царя Фёдора Ивановича, под названием Обдорской крепости или острога, на месте Пулноват-Вош — столицы хантыйского Обдорского княжества. Обдорский острог стал самым северным в Сибири.
Название существовало ранее официального основания поселения: современник Исаак Масса указывает в своем сочинении «Краткое известие о начале и происхождении современных войн и смут в Московии», что 1 сентября 1584 года при венчании на царство Фёдора Ивановича его титул включал «царь … обдорский». В титуле Василия III уже был титул «обдорский» например уже в документах с Максимилианом I в 1514 году.
Длительное время обдорские князья, знать, воины и ясачные люди придерживались языческой веры в виде шаманизма или анимизма. Первый из обдорских князей, крещённый в 1600 году в Москве в царствование Бориса Годунова, получил имя Василий. Тобольскому епархиальному гражданскому начальству было предписано устроить в Обдорске храм, который был поставлен в 1602 году во имя Святого Василия святителя Кесарии Каппадокийской.
В 1635 году острог получил название Обдорской заставы, в городе появились постоянные жители. В царское время город служил местом дальней ссылки: например, по итогам процесса над Петербургским советом (1906) Лев Троцкий был осуждён на вечное поселение в Обдорске с лишением всех гражданских прав. Правда, Троцкому удалось сбежать в дороге (из Берёзова). В 1894—1902 годах здесь отбывал ссылку руководитель духоборов Пётр Веригин. После Октябрьской революции новые власти стали ссылать туда православных архиереев, в числе которых были архиепископ Прокопий (Титов) и епископ Амвросий (Полянский).

В 1807 году крепостные укрепления снесены. Обдорск становится селом и до конца 1923 года остаётся центром Обдорской волости Берёзовского уезда Тобольской губернии. В 1845 году село посещал венгерский путешественник Регули Антал. С 1898 до 1899 года в селе жил и работал венгерский исследователь народа ханты Йожеф Папай. В романе Фёдора Достоевского «Братья Карамазовы» упоминается обдорский монашек, пришедший к старцу Зосиме от святого Селивестра из Обдорской обители. 
Село Обдорск стало центром Обдорского района Уральской области 3 ноября 1923 года и центром Ямальского (Ненецкого) национального округа 10 декабря 1930 года. Обдорск был преобразован 20 июня 1933 года из села в районный посёлок Салехард (от ненецкого Сале-Хард «селение на мысу»), а 27 ноября 1938 года получил статус города.
С 28 сентября 1956 по 5 августа 1975 года в административном подчинении горсовета находился рабочий посёлок Лабытнанги, расположенный в 11 км к северу от него (на другом берегу Оби). В 1990 году Салехард был включён в список исторических городов России.

## Население
| 1891    | 1897    | 1907    | 1926    | 1939    | 1950    | 1955    | 1959    | 1967    | 1970    | 1979    | 1989    |
| ------- | ------- | ------- | ------- | ------- | ------- | ------- | ------- | ------- | ------- | ------- | ------- |
| 876     | ↗1249   | ↗1554   | ↗1872   | ↗12 764 | ↗15 300 | ↗15 700 | ↗16 567 | ↗19 000 | ↗21 929 | ↗24 935 | ↗32 334 |
| 1992    | 1996    | 1998    | 2002    | 2003    | 2005    | 2006    | 2007    | 2009    | 2010    | 2011    | 2012    |
| ↘30 600 | ↘29 600 | ↗30 500 | ↗36 827 | ↘36 800 | ↗38 300 | ↗39 400 | ↗40 300 | ↗42 542 | ↗42 544 | ↗42 748 | ↗44 334 |
| 2013    | 2014    | 2015    | 2016    | 2017    | 2018    | 2019    | 2020    | 2021    | 2023    | 2024    | 2025    |
| ↗46 650 | ↗47 931 | ↗48 313 | ↗48 467 | ↗48 507 | ↗49 214 | ↗50 064 | ↗50 976 | ↘47 910 | ↗48 619 | ↗49 160 | ↗49 486 |

На 1 января 2025 года по численности населения город находился на 318-м месте из 1124 городов Российской Федерации.
Национальный состав
По данным Всероссийской переписи населения 2010 года:
| Национальность | Численность (чел.) | Процентное соотношение |
| Русские        | 26 252             | 61,27%                 |
| Татары         | 3 641              | 8,50%                  |
| Украинцы       | 2 484              | 5,80%                  |
| Ханты          | 1 320              | 3,08%                  |
| Ненцы          | 1 211              | 2,83%                  |
| Коми-зыряне    | 1 098              | 2,56%                  |
| Киргизы        | 410                | 0,96%                  |
| Немцы          | 357                | 0,83%                  |
| Белорусы       | 316                | 0,74%                  |
| Кумыки         | 279                | 0,65%                  |
| Чуваши         | 258                | 0,60%                  |
| Башкиры        | 247                | 0,58%                  |
| Другие         | 2 491              | 5,81%                  |
| Не указали     | 2 481              | 5,79%                  |
| Всего          | 42 845             | 100,00%                |

## Промышленность
- ПАО «Салехардагро»
- ООО «Салехардский комбинат» (рыбоконсервный завод)
- ПАО «Ямалзолото»
- ОАО «Салехардский речной порт»
- ЗАО «Ямалфлот»
- РА «Орион» (рыбоконсервный завод)
- АО «Салехардэнерго» (электрика, тепловая энергия а также развоз питьевой воды для нужд предприятий)

## Транспорт
Город связан паромной переправой (летом) и ледовой переправой (зимой) через реку Обь с городом Лабытнанги. Планируется строительство моста между ними (см. Салехардский мост).
В 1949—1953 годах Салехард был одним из базовых пунктов строительства Трансполярной магистрали. Главным образом строилась железнодорожная ветвь до Нового Уренгоя, проходящая также через Надым (не действует).
В городе имеется речной порт (пассажирское сообщение с Ханты-Мансийском, Омском и посёлками на берегах Обской губы) и аэропорт.
В декабре 2020 года была открыта всесезонная дорога «Салехард — Надым», построенная взамен сезонной. В результате время в пути сократилось с 14 до 4,5 часов.
В рамках проекта «Урал промышленный — Урал полярный» планируется строительство железных дорог Салехард — Надым и Полуночное — Обская — Салехард. Первую из них, Салехард — Надым, планировалось начать строить в декабре 2010 года, однако на 2019 год подвижек нет.
Автобусная система Салехарда насчитывает 8 муниципальных маршрутов, обслуживаемых местным АТП.

## Образование
- МАОУ «Лицей»
- Ямальский многопрофильный колледж
- Обдорская гимназия
- Средняя общеобразовательная школа № 1 имени Героя Советского Союза И. В. Королькова
- Средняя общеобразовательная школа № 2
- Средняя общеобразовательная школа № 3
- Средняя общеобразовательная школа № 4
- Средняя общеобразовательная школа № 6

## Культура
- Ямало-ненецкий окружной музейно-выставочный комплекс имени И. С. Шемановского. История музея восходит к «Хранилищу коллекций по этнографии инородцев Тобольского Севера», созданной в 1906 году по инициативе православного миссионера Ивана Семёновича Шемановского (игумена Иринарха)[54]. В музейно-выставочном комплексе находится краеведческий музей, выставочный центр и научная библиотека, а также хранилища экспонатов. У комплекса есть филиал — музей-квартира Л. В. Лапцуя, известного ненецкого писателя[55].
- «Окружной дом ремёсел». Создан в 1999 году, в 2007 году состоялось открытие «Арт-Центра», где оборудованы мастерские по разным видам искусств: керамики, деревообработки, графики, косторезному искусству. В галерее «Арт-Центра» выставка косторезного искусства «Душа Севера», выставка современного изобразительного искусства «Арт-Ямал», выставка «Мир дерева», фестиваль парковой скульптуры «Легенды Севера», этнофестиваль «Душа тундры», Ямальский пленэр. В 2005 и в 2013 годах окружной Дом ремёсел становился лауреатом специальной профессиональной премии в сфере культуры «Событие года», в 2006 году получен грант губернатора Ямало-Ненецкого автономного округа за реализацию проекта «Уроки мастерства». Дом ремёсел имеет филиалы: «Комплекс городской Усадьбы» по ул. Ламбиных и «Природно-этнографический комплекс в п. Горнокнязевск»[56].
- «Комплекс городской усадьбы» по ул. Ламбиных — редкий для Крайнего Севера памятник деревянного зодчества[57]. В тайнике усадебного дома, принадлежавшего ранее купцу Терентьеву, в 2014 году при выполнении ремонтно-реставрационных работ были найдены пять старинных икон, которые затем были отреставрированы в мастерской Тобольска. Три из них встречают прихожан в храме Петра и Павла, а два масштабных образа переданы «Окружному Дому ремёсел»[58].
- Государственное автономное учреждение Ямало-Ненецкого автономного округа «Ямальская филармония». Создано 13 сентября 2008 года. Здание филармонии представляет собой комплекс из двух смежных зданий (концертный зал и конгресс-центр), объединённых между собой сквозными переходами. Общая площадь — 8420,34 м²[59].
- Государственное автономное учреждение культуры Ямало-Ненецкого автономного округа «Национальная библиотека Ямало-Ненецкого автономного округа» (2006) — центр популяризации книжного наследия и привлечения к чтению. Здание библиотеки стоит на берегу реки в центре города.

## Религия
Храм Святых апостолов Петра и Павла был построен в 1893 году под руководством архитектора Богдана (Готлиба) Цинке, родившегося в Пруссии, получившего образование в Императорской Академии художеств и добившегося профессионального успеха в Западной Сибири. Информация об этом мастере стала появляться в печати только в начале XXI века, хотя он внёс значительный вклад в строительное дело Западной Сибири. Многие факты стали известны из личной переписки архитектора, с которой ознакомились после обращения его племянника в 1984 году в музей г. Салехарда. Из переписки явствует, что храм оказался достаточно сложным в строительстве. В 1894 году состоялось освящение новопостроенного храма, при котором присутствовали губернатор Николай Богданович и все почётные жители Обдорска и Тобольска.
Преображенский собор — кафедральный собор Салехардской епархии Русской православной церкви. Строительство храма велось в 2012—2024 годах. Собор является самым высоким зданием города, а также самым высоким храмом в Арктике (63 метра). Он включает в себя 2 этажа, имеет 4 престола. 21 сентября 2024 года Патриарх Кирилл освятил кафедральный собор.

## Города-побратимы
- Азов[62]

### Города, с которыми подписан меморандум о взаимопонимании
- Рованиеми[63][64]